# 特羅亞德
特羅亞德（Τρωάδα，羅馬化：Troad）是安納托利亞歷史上的一個地區，愛琴海沿岸，位於現今的恰納卡萊省境內，西北方隔著達達尼爾海峽與加里波利半島相望。特洛伊古城遺址即位於特羅亞德內。

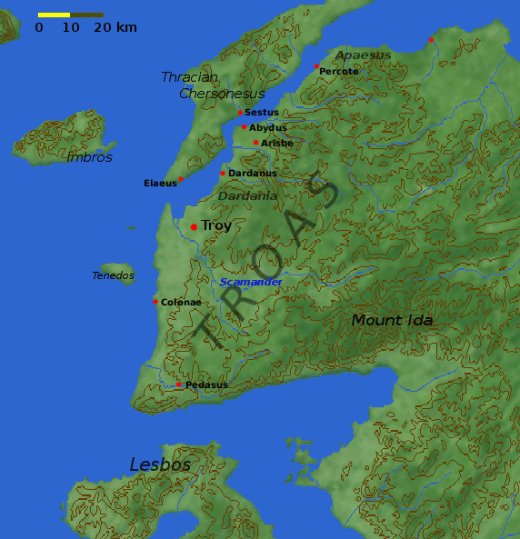
特羅亞德位置

特羅亞德在波斯阿契美尼德王朝統治期間稱為赫勒斯滂弗里吉亞，亞歷山大東征後特羅亞德先後成為塞琉古帝國、帕加馬王國的領土。在羅馬帝國時期特羅亞德是亞細亞行省的一部分。
1. ↑  R. S. P. Beekes, Etymological Dictionary of Greek, Brill, 2009, p. 1511.